# Randy Moller
Randy Moller, né le 23 août 1963 à Red Deer, Alberta, au Canada, est un joueur canadien de hockey sur glace.

## Carrière de joueur
Étant l'un des meilleurs défenseurs de sa ligue junior, il fut repêché en début de première ronde lors du repêchage de 1981 par les Nordiques de Québec. Avant de rejoindre les Nordiques, il joua en compagnie de son frère Mike Moller au Championnat du monde junior de hockey de 1982 où le Canada remporta la médaille d'or contre la Tchécoslovaquie. Par la suite, il fit ses débuts lors d'une partie éliminatoire opposant les Nordiques aux Canadiens de Montréal. Ce n'était qu'un avant goût pour le jeune Moller de la Bataille du Québec opposant les deux équipes québécoises.
Il joua 7 saisons à Québec avant d'être échangé aux Rangers de New York. Il joua encore quelques saisons avec les Sabres de Buffalo et avec les Panthers de la Floride. Il termina sa carrière du a des problèmes de genoux, le limitant à 17 parties lors de sa dernière saison.

## Statistiques
Pour les significations des abréviations, voir Statistiques du hockey sur glace.
| Saison     | Équipe                 | Ligue      |     | Saison régulière | Saison régulière | Saison régulière | Saison régulière | Saison régulière |   | Séries éliminatoires | Séries éliminatoires | Séries éliminatoires | Séries éliminatoires | Séries éliminatoires |
| Saison     | Équipe                 | Ligue      | PJ  | B                | A                | Pts              | Pun              | PJ               | B | A                    | Pts                  | Pun                  |                      |                      |
| 1979-1980  | Rustlers de Red Deer   | LHJA       | 56  | 3                | 34               | 37               | 253              |                  |   |                      |                      |                      |                      |                      |
| 1979-1980  | Bighorns de Billings   | LHOu       | 2   | 0                | 0                | 0                | 4                |                  |   |                      |                      |                      |                      |                      |
| 1980-1981  | Broncos de Lethbridge  | LHOu       | 46  | 4                | 21               | 25               | 176              | 9                | 0 | 4                    | 4                    | 24                   |                      |                      |
| 1981-1982  | Broncos de Lethbridge  | LHOu       | 60  | 20               | 55               | 75               | 249              | 12               | 4 | 6                    | 10                   | 65                   |                      |                      |
| 1981-1982  | Nordiques de Québec    | LNH        |     |                  |                  |                  |                  | 1                | 0 | 0                    | 0                    | 0                    |                      |                      |
| 1982-1983  | Nordiques de Québec    | LNH        | 75  | 2                | 12               | 14               | 145              | 4                | 1 | 0                    | 1                    | 4                    |                      |                      |
| 1983-1984  | Nordiques de Québec    | LNH        | 74  | 4                | 14               | 18               | 147              | 9                | 1 | 0                    | 1                    | 45                   |                      |                      |
| 1984-1985  | Nordiques de Québec    | LNH        | 79  | 7                | 22               | 29               | 120              | 18               | 2 | 2                    | 4                    | 40                   |                      |                      |
| 1985-1986  | Nordiques de Québec    | LNH        | 69  | 5                | 18               | 23               | 141              | 3                | 0 | 0                    | 0                    | 26                   |                      |                      |
| 1986-1987  | Nordiques de Québec    | LNH        | 71  | 5                | 9                | 14               | 144              | 13               | 1 | 4                    | 5                    | 23                   |                      |                      |
| 1987-1988  | Nordiques de Québec    | LNH        | 66  | 3                | 22               | 25               | 169              |                  |   |                      |                      |                      |                      |                      |
| 1988-1989  | Nordiques de Québec    | LNH        | 74  | 7                | 22               | 29               | 136              |                  |   |                      |                      |                      |                      |                      |
| 1989-1990  | Rangers de New York    | LNH        | 60  | 1                | 12               | 13               | 139              | 10               | 1 | 6                    | 7                    | 32                   |                      |                      |
| 1990-1991  | Rangers de New York    | LNH        | 61  | 4                | 19               | 23               | 161              | 6                | 0 | 2                    | 2                    | 11                   |                      |                      |
| 1991-1992  | Rangers de Binghamton  | LAH        | 3   | 0                | 1                | 1                | 0                |                  |   |                      |                      |                      |                      |                      |
| 1991-1992  | Rangers de New York    | LNH        | 43  | 2                | 7                | 9                | 78               |                  |   |                      |                      |                      |                      |                      |
| 1991-1992  | Sabres de Buffalo      | LNH        | 13  | 1                | 2                | 3                | 59               | 7                | 0 | 0                    | 0                    | 8                    |                      |                      |
| 1992-1993  | Americans de Rochester | LAH        | 3   | 1                | 0                | 1                | 10               |                  |   |                      |                      |                      |                      |                      |
| 1992-1993  | Sabres de Buffalo      | LNH        | 35  | 2                | 7                | 9                | 83               |                  |   |                      |                      |                      |                      |                      |
| 1993-1994  | Sabres de Buffalo      | LNH        | 78  | 2                | 11               | 13               | 154              | 7                | 0 | 2                    | 2                    | 8                    |                      |                      |
| 1994-1995  | Panthers de la Floride | LNH        | 17  | 0                | 3                | 3                | 16               |                  |   |                      |                      |                      |                      |                      |
| Totaux LNH | Totaux LNH             | Totaux LNH | 815 | 45               | 180              | 225              | 1692             | 78               | 6 | 16                   | 22                   | 199                  |                      |                      |

### Statistiques en équipe nationale
| Année | Compétition |   | PJ | B | A | Pts | Pun           |  | Résultat |
| 1982  | CM Jr.      | 7 | 0  | 3 | 3 | 4   | Médaille d'or |  |          |

### Équipes d'étoiles et Trophées
- 1982 : nommé dans la 2e équipe d'étoiles de la Ligue de hockey de l'Ouest.

### Transactions en carrière
- 5 octobre 1989 : échangé aux Rangers de New York par les Nordiques de Québec en retour de Michel Petit.
- 9 mars 1992 : échangé aux Sabres de Buffalo par les Rangers de New York en retour de Jay Wells.
- 11 juillet 1994 : signe un contrat comme agent-libre avec les Panthers de la Floride.

## Parenté dans le sport
- Frère de l'ancien hockeyeur Mike Moller.

## Sources & Liens externes
Sources
- hockeydb.com
- Legends of Hockey